# Machilus phoenicis
Machilus phoenicis là loài thực vật có hoa trong họ Nguyệt quế. Loài này được Dunn miêu tả khoa học đầu tiên năm 1910.